# Shaun Norris
Shaun Daryl Norris (Australia, 2 de abril de 1985) es un jugador de paralímpico baloncesto en silla de ruedas australiano.

## Vida personal
Norris es del suburbio de Perth de Banksia Grove, Australia Occidental, y nació el 2 de abril de 1985. Quedó parapléjico después de un accidente de coche.

## Baloncesto
La clasificación de Norris para el baloncesto en silla de ruedas es 3.0, y es un defensa de tiro. Su habilidad para jugar al baloncesto en silla de ruedas ha sido apoyada por el Programa de Apoyo al Atleta Individual del Instituto de Deportes de Australia Occidental.

### Equipo nacional
Cuando compite para el equipo nacional, Norris lleva el número 7.

#### Paralimpiadas

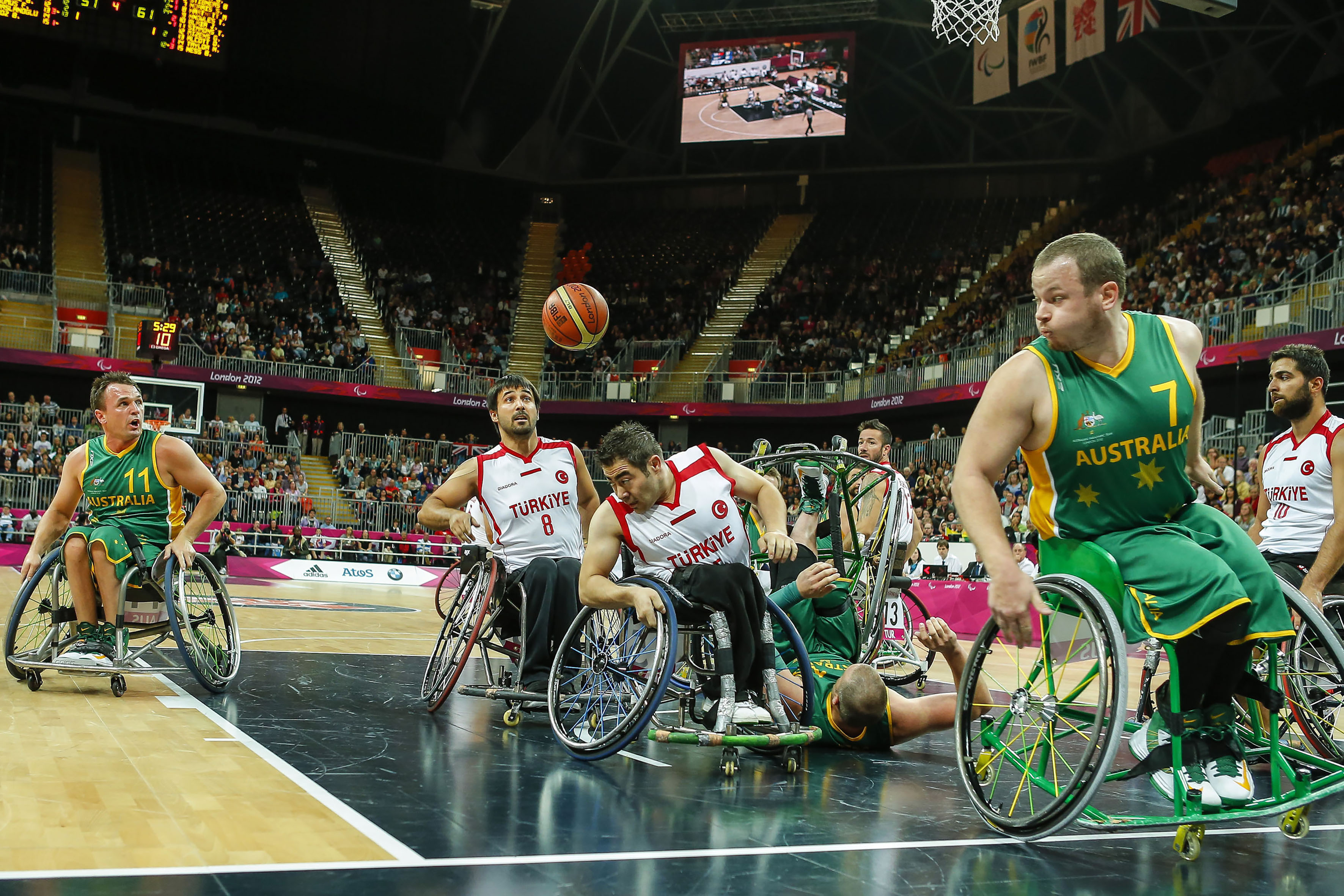
Norris en los Juegos Paralímpicos de Londre en 2012.

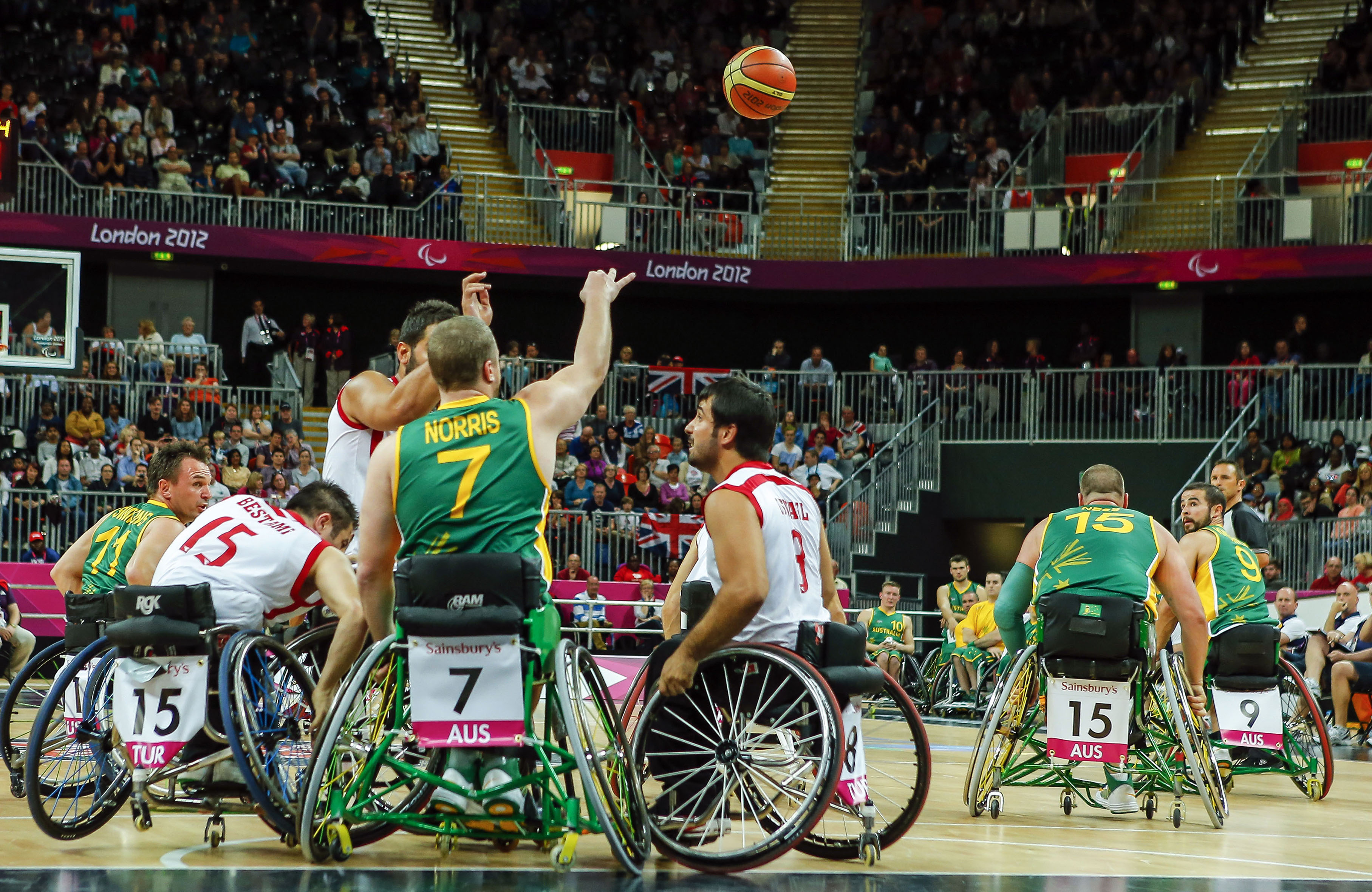
Norris en los Juegos Paralímpicos de Londres en 2012.

Norris formó parte del equipo nacional masculino de baloncesto en silla de ruedas de Australia que ganó la medalla de plata en los Juegos Paralímpicos de Atenas 2004. También formó parte del equipo nacional masculino de baloncesto en silla de ruedas de Australia que ganó la medalla de oro en los Juegos Paralímpicos de Pekín 2008,  por lo que recibió la Medalla de la Orden de Australia. En los Juegos Paralímpicos de Londres 2012 formó parte del equipo masculino de Australia en silla de ruedas que ganó la plata.
Norris fue elegido para formar parte del equipo enviado para representar a Australia en los Juegos Paralímpicos de Río de Janeiro 2016 donde terminó en sexto lugar.

#### Otras competiciones
En 2003, compitió en la Copa de Campeones de Kitakyushu en Japón, donde su equipo obtuvo el primer lugar. En 2004, formó parte del equipo que obtuvo el primer lugar en la Copa Roosevelt. En 2006, fue nombrado como parte del World All-Star 5 para el torneo de la Copa de Oro de 2006. Formó parte del equipo de 2007 que compitió en la Copa Mundial Paralímpica. Formó parte del equipo de 2007 que compitió en la Copa Mundial Paralímpica. En 2008 formó parte del equipo que obtuvo la plata en la prueba paralímpica de Pekín. En 2009 formó parte del equipo australiano que obtuvo la medalla de oro en el Campeonato de Asia-Oceanía de la IWBF. En el último partido del torneo, en un partido contra Japón, tuvo 7 rebotes, 19 puntos y 2 asistencias. Ese año también ganó una medalla de oro como parte del equipo que compitió en la Copa Mundial Paralímpica de Mánchester, Inglaterra. En 2009, formó parte de la selección nacional que compitió en el Rollers World Challenge. Fue miembro del equipo nacional masculino de baloncesto en silla de ruedas de Australia que compitió en el Campeonato Mundial de Baloncesto en Silla de Ruedas de 2010, y ganó una medalla de oro. Él y su compañero de equipo australiano Justin Eveson fueron reconocidos por su desempeño en el torneo al ser nombrado como uno de los Cinco Estrellas del mundo para el torneo. Fue miembro del equipo de los Rollers que ganó la medalla de oro en los Campeonatos Mundiales de Baloncesto en Silla de Ruedas de 2014. En 2016, fue seleccionado para los Juegos Paralímpicos de verano de 2016 en Río de Janeiro.
En 2018, fue miembro de los Rollers que ganaron la medalla de bronce en el Campeonato Mundial de Baloncesto en Silla de Ruedas de 2018 en Hamburgo, Alemania.

### Club de baloncesto
Norris juega el baloncesto de su club para los Perth Wheelcats. En 2002, jugó el baloncesto de su club para los Perth Wheelcats de la Liga Nacional de Baloncesto en Silla de Ruedas de Australia. Ese año, el equipo ganó el campeonato de la liga, y fue nombrado el Jugador Más Valioso de la serie de finales. En 2007, todavía formaba parte del equipo de los Wheelcats, y de nuevo ganó el campeonato de la liga. Ese año, fue nombrado el MVP de la liga y fue nombrado como parte del All-Star Five de la liga. Ese mismo año, los Wheelcats ganaron los Campeonatos Mundiales de Clubes. En 2009, volvió a estar en la lista de los Wheelcats de Perth. Sus actuaciones ayudaron al equipo a ganar algunos partidos, incluyendo una victoria en la segunda ronda de los Adelaide Thunder. En 2010, jugaba al baloncesto de club con CD Fundosa Grupo. A partir de 2011, juega el baloncesto de su club para los Perth Wheelcats. En el primer partido de la temporada 2011 contra los Wollongong Roller Hawks, tuvo 16 asistencias. Sus Perth Wheelcats perdieron contra los Wollongong Roller Hawks en el Campeonato de la NWBL de 2011. Anotó 23 puntos en la semifinal, y 28 puntos en las finales preliminares. En las finales, tuvo 15 puntos, 9 asistencias y 9 rebotes.

## Reconocimiento
En 2010, fue nombrado uno de los nominados a la Estrella Deportiva ANZ de Australia Occidental en la categoría de baloncesto en silla de ruedas. En 2014, fue galardonado con la Estrella Deportiva Australiana en silla de ruedas del año y el MVP Be Active Perth Wheelcats. Norris fue nombrado Atleta del Comité Paralímpico Internacional para el mes de noviembre de 2019.